# Wiestetal
Das Wiestetal ist ein Naturschutzgebiet in den niedersächsischen Stadt Rotenburg (Wümme) und den Gemeinden Horstedt, Reeßum und Sottrum in der Samtgemeinde Sottrum im Landkreis Rotenburg (Wümme) und Ottersberg in der Einheitsgemeinde Flecken Ottersberg im Landkreis Verden.

## Allgemeines
Das Naturschutzgebiet mit dem Kennzeichen LÜ 295 ist 382 Hektar groß. Davon entfallen 364 Hektar auf den Landkreis Rotenburg (Wümme) und 18 Hektar auf den Landkreis Verden. 340 Hektar der Fläche sind Bestandteil des 2004 ausgewiesenen, insgesamt 837 Hektar großen FFH-Gebietes „Wiestetal, Glindbusch, Borchelsmoor“. Das Gebiet steht seit dem 15. Januar 2013 unter Naturschutz. Die Landkreise Rotenburg (Wümme) und Verden kamen durch die Unterschutzstellung ihrer Verpflichtung nach, das FFH-Gebiet auch national zu sichern. Zuständige untere Naturschutzbehörde sind die Landkreise Rotenburg (Wümme) und Verden.

## Beschreibung
Das Naturschutzgebiet liegt östlich von Bremen. Es erstreckt sich entlang der Wieste zwischen Mulmshorn und Ottersberg und umfasst den zwischen flachen Geesthügeln gelegenen Bachlauf der Wieste vom Mühlenbruch nordwestlich von Mulmshorn bis kurz vor die Mündung in die Wümme bei Ottersberg sowie angrenzende Flächen. In das Naturschutzgebiet sind teilweise einmündende Bäche einbezogen, so ein Teil des Glindbachs bei Mulmshorn und des Weidebachs nördlich von Schleeßel. Südwestlich von Schleeßel sind die in einem ehemaligen Sandabbaugebiet liegenden Teiche in das Naturschutzgebiet einbezogen. Die Teiche werden extensiv bewirtschaftet. In Sottrum beschränkt sich das Naturschutzgebiet auf den Bachlauf.
Das Naturschutzgebiet wird durch den naturnah mäandrierenden Bachlauf der Wieste mit flutender Unterwasservegetation geprägt. Der Bachlauf wird von Erlen-Eschenwäldern, Röhrichten und Hochstaudenfluren begleitet. Die an den Bachlauf angrenzenden Flächen werden vielfach von unterschiedlich feuchtem, extensiv bewirtschafteten Grünland eingenommen. Ferner sind Sümpfe, Groß- und Kleinseggenrieder und Eichenmischwälder sowie vereinzelte Moorwaldparzellen zu finden. Das Tal ist Lebensraum zahlreicher Tiere, darunter Steinbeißer, Fluss- und Bachneunauge, Libellen wie die Grüne Flussjungfer und Fischotter, für den die Wieste auch einen Wanderkorridor darstellt. Das Gebiet ist Nahrungshabitat für den Schwarzstorch.
In Mulmshorn, Sottrum und Stuckenborstel sind Teile des Naturschutzgebietes als Naturerlebnisbereich ausgewiesen. Hier können Maßnahmen zum Naturerleben wie Naturerlebnispfade umgesetzt werden.